# Sturmpetition (1619)
Als Sturmpetition bezeichnet man die Audienz einer Deputation der protestantischen Stände Niederösterreichs bei Erzherzog Ferdinand (reg. 1619–1637 als Kaiser im Heiligen Römischen Reich Deutscher Nation) am 5. Juni 1619 in der Wiener Hofburg. Dabei versuchten die vom Grafen Paul Jakob von Starhemberg geführten Ständevertreter vom Erzherzog einen Verzichtfrieden mit den aufständischen Böhmen und Zugeständnisse hinsichtlich der Ausübung des evangelischen Glaubens zu erwirken. Der Erzherzog ließ sich jedoch zu keinen Kompromissen bewegen. Als schließlich noch während der Audienz einige Kornette (Kompanien) Kavallerie des erst kurz zuvor aufgestellten Regiments Dampierre unter dem Kommando von Gilbert de Saint-Hilaire in die Hofburg einritten, gaben die durch das unerwartete Auftauchen der Kavalleristen eingeschüchterten Ständevertreter schließlich klein bei. Die Vorgänge in der Hofburg hatten sich in einer Zeit starker Verunsicherung weiter Bevölkerungskreise zugetragen, nicht zuletzt, weil während dieser Audienz eine von Heinrich Matthias von Thurn (1567–1640) kommandierte Armee der aufständischen böhmischen Stände im Anmarsch auf Wien gewesen war. Daher wurden sie schon bald Gegenstand einer reichen Legendenbildung und auch in älteren österreichischen Geschichtswerken nicht selten als entscheidend für den weiteren Verlauf der österreichisch-habsburgischen Geschichte angesehen.